# Volta a Polònia 2023
La Volta a Polònia 2023 fou la 80a edició de la cursa ciclista de Volta a Polònia. La cursa tingué inici a Poznań el 29 de juliol de 2023 i finalitzà el 4 d'agost a Cracòvia. La cursa fou el 27è esdeveniment de l'UCI World Tour 2023.
El Tour fou guanyat per l'eslovè Matej Mohorič (Bahrain Victorious), qui s'imposà per només un segon davant el portuguès João Almeida (UAE Team Emirates). El polonès Michał Kwiatkowski (Ineos Grenadiers) completà el podi.

## Equips
Un total de 24 equips participaren en aquesta edició: els 18 equips del World Tour, 5 equips UCI ProTeam i la selecció polonesa de ciclisme.
| WorldTeams (18)- AG2R Citroën Team - Alpecin-Deceuninck - Astana Qazaqstan Team - Bahrain Victorious - Bora-Hansgrohe - Cofidis - EF Education-EasyPost - Groupama-FDJ - Ineos Grenadiers - Intermarché-Circus-Wanty - Jumbo-Visma - Movistar Team - Soudal Quick-Step - Arkéa-Samsic - Team DSM-Firmenich - Team Jayco AlUla - Lidl-Trek - UAE Team Emirates ProTeams (5)- Human Powered Health - Lotto Dstny - Q36.5 Pro Cycling Team - Team Novo Nordisk - Tudor Pro Cycling Team Equip nacional- Polònia |
| |

## Etapes
| Etapa    | Data      | Ciutats d'etapa            | type                      | Distància (km) | Vencedor de l'etapa | Líder de la general |
| -------- | --------- | -------------------------- | ------------------------- | -------------- | ------------------- | ------------------- |
| 1a etapa | 29 de jul | Poznań – Poznań            | etapa plana               | 183,7          | Tim Merlier         | Tim Merlier         |
| 2a etapa | 30 de jul | Leszno – Karpacz           | etapa accidentada         | 202,9          | Matej Mohorič       | Matej Mohorič       |
| 3a etapa | 31 de jul | Wałbrzych – Duszniki-Zdrój | etapa de mitja muntanya   | 163,3          | Rafał Majka         | Matej Mohorič       |
| 4a etapa | 1 de ago  | Strzelin – Opole           | etapa plana               | 198,6          | Olav Kooij          | Matej Mohorič       |
| 5a etapa | 2 de ago  | Pszczyna – Bielsko-Biała   | etapa accidentada         | 198,8          | Marijn van den Berg | Matej Mohorič       |
| 6a etapa | 3 de ago  | Katowice – Katowice        | contrarellotge individual | 16,6           | Mattia Cattaneo     | Matej Mohorič       |
| 7a etapa | 4 de ago  | Zabrze – Cracòvia          | etapa plana               | 166,6          | Tim Merlier         | Matej Mohorič       |

### Etapa 1
| \| Classificació de l'etapa \| Classificació de l'etapa \| Classificació de l'etapa \| Classificació de l'etapa \| Classificació de l'etapa \| \| Corredor \| Corredor \| Equip \| Temps \| \| \| ------------------------ \| ------------------------ \| ------------------------ \| ------------------------ \| ------------------------ \| \| 1r \| Tim Merlier \| Soudal Quick-Step \| 4h 15' 37" \| \| \| 2n \| Olav Kooij \| Jumbo-Visma \| + 0" \| \| \| 3r \| Fernando Gaviria Rendón \| Movistar Team \| + 0" \| \| \| 4t \| Sam Bennett \| Bora-Hansgrohe \| + 0" \| \| \| 5è \| Max Walscheid \| Cofidis \| + 0" \| \| \| 6è \| Maciej Paterski \| Polònia \| + 0" \| \| \| 7è \| Stanisław Aniołkowski \| Human Powered Health \| + 0" \| \| \| 8è \| Jon Aberasturi Izaga \| Lidl-Trek \| + 0" \| \| \| 9è \| Jakub Mareczko \| Alpecin-Deceuninck \| + 0" \| \| \| 10è \| Gerben Thijssen \| Intermarché-Circus-Wanty \| + 0" \| \| |                         |                          |            |
| |                         |                          |            |
| Font: ProCyclingStats |                         |                          |            |
| Classificació de l'etapa |                         |                          |            |
| Corredor | Corredor                | Equip                    | Temps      |
| 1r | Tim Merlier             | Soudal Quick-Step        | 4h 15' 37" |
| 2n | Olav Kooij              | Jumbo-Visma              | + 0"       |
| 3r | Fernando Gaviria Rendón | Movistar Team            | + 0"       |
| 4t | Sam Bennett             | Bora-Hansgrohe           | + 0"       |
| 5è | Max Walscheid           | Cofidis                  | + 0"       |
| 6è | Maciej Paterski         | Polònia                  | + 0"       |
| 7è | Stanisław Aniołkowski   | Human Powered Health     | + 0"       |
| 8è | Jon Aberasturi Izaga    | Lidl-Trek                | + 0"       |
| 9è | Jakub Mareczko          | Alpecin-Deceuninck       | + 0"       |
| 10è | Gerben Thijssen         | Intermarché-Circus-Wanty | + 0"       |

| \| Classificació general \| Classificació general \| Classificació general \| Classificació general \| Classificació general \| \| Corredor \| Corredor \| Equip \| Temps \| \| \| --------------------- \| ----------------------- \| ------------------------ \| --------------------- \| --------------------- \| \| 1r \| Tim Merlier \| Soudal Quick-Step \| 4h 15' 37" \| \| \| 2n \| Olav Kooij \| Jumbo-Visma \| + 4" \| \| \| 3r \| Fernando Gaviria Rendón \| Movistar Team \| + 6" \| \| \| 4t \| Sam Bennett \| Bora-Hansgrohe \| + 10" \| \| \| 5è \| Max Walscheid \| Cofidis \| + 10" \| \| \| 6è \| Maciej Paterski \| Polònia \| + 10" \| \| \| 7è \| Stanisław Aniołkowski \| Human Powered Health \| + 10" \| \| \| 8è \| Jon Aberasturi Izaga \| Lidl-Trek \| + 10" \| \| \| 9è \| Jakub Mareczko \| Alpecin-Deceuninck \| + 10" \| \| \| 10è \| Gerben Thijssen \| Intermarché-Circus-Wanty \| + 10" \| \| |                         |                          |            |
| |                         |                          |            |
| Font: ProCyclingStats |                         |                          |            |
| Classificació general |                         |                          |            |
| Corredor | Corredor                | Equip                    | Temps      |
| 1r | Tim Merlier             | Soudal Quick-Step        | 4h 15' 37" |
| 2n | Olav Kooij              | Jumbo-Visma              | + 4"       |
| 3r | Fernando Gaviria Rendón | Movistar Team            | + 6"       |
| 4t | Sam Bennett             | Bora-Hansgrohe           | + 10"      |
| 5è | Max Walscheid           | Cofidis                  | + 10"      |
| 6è | Maciej Paterski         | Polònia                  | + 10"      |
| 7è | Stanisław Aniołkowski   | Human Powered Health     | + 10"      |
| 8è | Jon Aberasturi Izaga    | Lidl-Trek                | + 10"      |
| 9è | Jakub Mareczko          | Alpecin-Deceuninck       | + 10"      |
| 10è | Gerben Thijssen         | Intermarché-Circus-Wanty | + 10"      |

### Etapa 2
| \| Classificació de l'etapa \| Classificació de l'etapa \| Classificació de l'etapa \| Classificació de l'etapa \| Classificació de l'etapa \| \| Corredor \| Corredor \| Equip \| Temps \| \| \| ------------------------ \| ------------------------ \| ------------------------ \| ------------------------ \| ------------------------ \| \| 1r \| Matej Mohorič \| Bahrain Victorious \| 4h 56' 59" \| \| \| 2n \| João Almeida \| UAE Team Emirates \| + 0" \| \| \| 3r \| Michał Kwiatkowski \| Ineos Grenadiers \| + 4" \| \| \| 4t \| Oscar Onley \| Team DSM-Firmenich \| + 4" \| \| \| 5è \| Ilan Van Wilder \| Soudal Quick-Step \| + 4" \| \| \| 6è \| Lenny Martinez \| Groupama-FDJ \| + 4" \| \| \| 7è \| Samuele Battistella \| Astana Qazaqstan Team \| + 4" \| \| \| 8è \| Edward Dunbar \| Team Jayco AlUla \| + 4" \| \| \| 9è \| Sylvain Moniquet \| Lotto Dstny \| + 4" \| \| \| 10è \| Rafał Majka \| UAE Team Emirates \| + 4" \| \| |                     |                       |            |
| |                     |                       |            |
| Font: ProCyclingStats |                     |                       |            |
| Classificació de l'etapa |                     |                       |            |
| Corredor | Corredor            | Equip                 | Temps      |
| 1r | Matej Mohorič       | Bahrain Victorious    | 4h 56' 59" |
| 2n | João Almeida        | UAE Team Emirates     | + 0"       |
| 3r | Michał Kwiatkowski  | Ineos Grenadiers      | + 4"       |
| 4t | Oscar Onley         | Team DSM-Firmenich    | + 4"       |
| 5è | Ilan Van Wilder     | Soudal Quick-Step     | + 4"       |
| 6è | Lenny Martinez      | Groupama-FDJ          | + 4"       |
| 7è | Samuele Battistella | Astana Qazaqstan Team | + 4"       |
| 8è | Edward Dunbar       | Team Jayco AlUla      | + 4"       |
| 9è | Sylvain Moniquet    | Lotto Dstny           | + 4"       |
| 10è | Rafał Majka         | UAE Team Emirates     | + 4"       |

| \| Classificació general \| Classificació general \| Classificació general \| Classificació general \| Classificació general \| \| Corredor \| Corredor \| Equip \| Temps \| \| \| --------------------- \| --------------------- \| --------------------- \| --------------------- \| --------------------- \| \| 1r \| Matej Mohorič \| Bahrain Victorious \| 9h 07' 07" \| \| \| 2n \| João Almeida \| UAE Team Emirates \| + 4" \| \| \| 3r \| Michał Kwiatkowski \| Ineos Grenadiers \| + 10" \| \| \| 4t \| Ilan Van Wilder \| Soudal Quick-Step \| + 14" \| \| \| 5è \| Edward Dunbar \| Team Jayco AlUla \| + 14" \| \| \| 6è \| Samuele Battistella \| Astana Qazaqstan Team \| + 14" \| \| \| 7è \| Oscar Onley \| Team DSM-Firmenich \| + 14" \| \| \| 8è \| Sylvain Moniquet \| Lotto Dstny \| + 14" \| \| \| 9è \| Lenny Martinez \| Groupama-FDJ \| + 14" \| \| \| 10è \| Rafał Majka \| UAE Team Emirates \| + 14" \| \| |                     |                       |            |
| |                     |                       |            |
| Font: ProCyclingStats |                     |                       |            |
| Classificació general |                     |                       |            |
| Corredor | Corredor            | Equip                 | Temps      |
| 1r | Matej Mohorič       | Bahrain Victorious    | 9h 07' 07" |
| 2n | João Almeida        | UAE Team Emirates     | + 4"       |
| 3r | Michał Kwiatkowski  | Ineos Grenadiers      | + 10"      |
| 4t | Ilan Van Wilder     | Soudal Quick-Step     | + 14"      |
| 5è | Edward Dunbar       | Team Jayco AlUla      | + 14"      |
| 6è | Samuele Battistella | Astana Qazaqstan Team | + 14"      |
| 7è | Oscar Onley         | Team DSM-Firmenich    | + 14"      |
| 8è | Sylvain Moniquet    | Lotto Dstny           | + 14"      |
| 9è | Lenny Martinez      | Groupama-FDJ          | + 14"      |
| 10è | Rafał Majka         | UAE Team Emirates     | + 14"      |

### Etapa 3
| \| Classificació de l'etapa \| Classificació de l'etapa \| Classificació de l'etapa \| Classificació de l'etapa \| Classificació de l'etapa \| \| Corredor \| Corredor \| Equip \| Temps \| \| \| ------------------------ \| ------------------------ \| ------------------------ \| ------------------------ \| ------------------------ \| \| 1r \| Rafał Majka \| UAE Team Emirates \| 4h 07' 55" \| \| \| 2n \| Matej Mohorič \| Bahrain Victorious \| + 0" \| \| \| 3r \| Michał Kwiatkowski \| Ineos Grenadiers \| + 0" \| \| \| 4t \| Ilan Van Wilder \| Soudal Quick-Step \| + 0" \| \| \| 5è \| Oscar Onley \| Team DSM-Firmenich \| + 0" \| \| \| 6è \| Cristian Scaroni \| Astana Qazaqstan Team \| + 0" \| \| \| 7è \| Lenny Martinez \| Groupama-FDJ \| + 0" \| \| \| 8è \| Andrea Vendrame \| AG2R Citroën Team \| + 0" \| \| \| 9è \| João Almeida \| UAE Team Emirates \| + 0" \| \| \| 10è \| Sergio Higuita García \| Bora-Hansgrohe \| + 0" \| \| |                       |                       |            |
| |                       |                       |            |
| Font: ProCyclingStats |                       |                       |            |
| Classificació de l'etapa |                       |                       |            |
| Corredor | Corredor              | Equip                 | Temps      |
| 1r | Rafał Majka           | UAE Team Emirates     | 4h 07' 55" |
| 2n | Matej Mohorič         | Bahrain Victorious    | + 0"       |
| 3r | Michał Kwiatkowski    | Ineos Grenadiers      | + 0"       |
| 4t | Ilan Van Wilder       | Soudal Quick-Step     | + 0"       |
| 5è | Oscar Onley           | Team DSM-Firmenich    | + 0"       |
| 6è | Cristian Scaroni      | Astana Qazaqstan Team | + 0"       |
| 7è | Lenny Martinez        | Groupama-FDJ          | + 0"       |
| 8è | Andrea Vendrame       | AG2R Citroën Team     | + 0"       |
| 9è | João Almeida          | UAE Team Emirates     | + 0"       |
| 10è | Sergio Higuita García | Bora-Hansgrohe        | + 0"       |

| \| Classificació general \| Classificació general \| Classificació general \| Classificació general \| Classificació general \| \| Corredor \| Corredor \| Equip \| Temps \| \| \| --------------------- \| --------------------- \| --------------------- \| --------------------- \| --------------------- \| \| 1r \| Matej Mohorič \| Bahrain Victorious \| 13h 14' 56" \| \| \| 2n \| Rafał Majka \| UAE Team Emirates \| + 10" \| \| \| 3r \| João Almeida \| UAE Team Emirates \| + 10" \| \| \| 4t \| Michał Kwiatkowski \| Ineos Grenadiers \| + 12" \| \| \| 5è \| Ilan Van Wilder \| Soudal Quick-Step \| + 20" \| \| \| 6è \| Samuele Battistella \| Astana Qazaqstan Team \| + 20" \| \| \| 7è \| Oscar Onley \| Team DSM-Firmenich \| + 20" \| \| \| 8è \| Edward Dunbar \| Team Jayco AlUla \| + 20" \| \| \| 9è \| Lenny Martinez \| Groupama-FDJ \| + 20" \| \| \| 10è \| Sylvain Moniquet \| Lotto Dstny \| + 20" \| \| |                     |                       |             |
| |                     |                       |             |
| Font: ProCyclingStats |                     |                       |             |
| Classificació general |                     |                       |             |
| Corredor | Corredor            | Equip                 | Temps       |
| 1r | Matej Mohorič       | Bahrain Victorious    | 13h 14' 56" |
| 2n | Rafał Majka         | UAE Team Emirates     | + 10"       |
| 3r | João Almeida        | UAE Team Emirates     | + 10"       |
| 4t | Michał Kwiatkowski  | Ineos Grenadiers      | + 12"       |
| 5è | Ilan Van Wilder     | Soudal Quick-Step     | + 20"       |
| 6è | Samuele Battistella | Astana Qazaqstan Team | + 20"       |
| 7è | Oscar Onley         | Team DSM-Firmenich    | + 20"       |
| 8è | Edward Dunbar       | Team Jayco AlUla      | + 20"       |
| 9è | Lenny Martinez      | Groupama-FDJ          | + 20"       |
| 10è | Sylvain Moniquet    | Lotto Dstny           | + 20"       |

### Etapa 4
| \| Classificació de l'etapa \| Classificació de l'etapa \| Classificació de l'etapa \| Classificació de l'etapa \| Classificació de l'etapa \| \| Corredor \| Corredor \| Equip \| Temps \| \| \| ------------------------ \| ------------------------ \| ------------------------ \| ------------------------ \| ------------------------ \| \| 1r \| Olav Kooij \| Jumbo-Visma \| 4h 23' 15" \| \| \| 2n \| Marijn van den Berg \| EF Education-EasyPost \| + 0" \| \| \| 3r \| Matteo Moschetti \| Q36.5 Pro Cycling Team \| + 0" \| \| \| 4t \| Max Walscheid \| Cofidis \| + 0" \| \| \| 5è \| Sam Bennett \| Bora-Hansgrohe \| + 0" \| \| \| 6è \| Jakub Mareczko \| Alpecin-Deceuninck \| + 0" \| \| \| 7è \| Tim Merlier \| Soudal Quick-Step \| + 0" \| \| \| 8è \| Arvid de Kleijn \| Tudor Pro Cycling Team \| + 0" \| \| \| 9è \| Lionel Taminiaux \| Alpecin-Deceuninck \| + 0" \| \| \| 10è \| Matyáš Kopecký \| Team Novo Nordisk \| + 0" \| \| |                     |                        |            |
| |                     |                        |            |
| Font: ProCyclingStats |                     |                        |            |
| Classificació de l'etapa |                     |                        |            |
| Corredor | Corredor            | Equip                  | Temps      |
| 1r | Olav Kooij          | Jumbo-Visma            | 4h 23' 15" |
| 2n | Marijn van den Berg | EF Education-EasyPost  | + 0"       |
| 3r | Matteo Moschetti    | Q36.5 Pro Cycling Team | + 0"       |
| 4t | Max Walscheid       | Cofidis                | + 0"       |
| 5è | Sam Bennett         | Bora-Hansgrohe         | + 0"       |
| 6è | Jakub Mareczko      | Alpecin-Deceuninck     | + 0"       |
| 7è | Tim Merlier         | Soudal Quick-Step      | + 0"       |
| 8è | Arvid de Kleijn     | Tudor Pro Cycling Team | + 0"       |
| 9è | Lionel Taminiaux    | Alpecin-Deceuninck     | + 0"       |
| 10è | Matyáš Kopecký      | Team Novo Nordisk      | + 0"       |

| \| Classificació general \| Classificació general \| Classificació general \| Classificació general \| Classificació general \| \| Corredor \| Corredor \| Equip \| Temps \| \| \| --------------------- \| --------------------- \| --------------------- \| --------------------- \| --------------------- \| \| 1r \| Matej Mohorič \| Bahrain Victorious \| 17h 38' 11" \| \| \| 2n \| João Almeida \| UAE Team Emirates \| + 10" \| \| \| 3r \| Rafał Majka \| UAE Team Emirates \| + 10" \| \| \| 4t \| Michał Kwiatkowski \| Ineos Grenadiers \| + 12" \| \| \| 5è \| Edward Dunbar \| Team Jayco AlUla \| + 20" \| \| \| 6è \| Ilan Van Wilder \| Soudal Quick-Step \| + 20" \| \| \| 7è \| Oscar Onley \| Team DSM-Firmenich \| + 20" \| \| \| 8è \| Samuele Battistella \| Astana Qazaqstan Team \| + 20" \| \| \| 9è \| Lenny Martinez \| Groupama-FDJ \| + 20" \| \| \| 10è \| Sylvain Moniquet \| Lotto Dstny \| + 20" \| \| |                     |                       |             |
| |                     |                       |             |
| Font: ProCyclingStats |                     |                       |             |
| Classificació general |                     |                       |             |
| Corredor | Corredor            | Equip                 | Temps       |
| 1r | Matej Mohorič       | Bahrain Victorious    | 17h 38' 11" |
| 2n | João Almeida        | UAE Team Emirates     | + 10"       |
| 3r | Rafał Majka         | UAE Team Emirates     | + 10"       |
| 4t | Michał Kwiatkowski  | Ineos Grenadiers      | + 12"       |
| 5è | Edward Dunbar       | Team Jayco AlUla      | + 20"       |
| 6è | Ilan Van Wilder     | Soudal Quick-Step     | + 20"       |
| 7è | Oscar Onley         | Team DSM-Firmenich    | + 20"       |
| 8è | Samuele Battistella | Astana Qazaqstan Team | + 20"       |
| 9è | Lenny Martinez      | Groupama-FDJ          | + 20"       |
| 10è | Sylvain Moniquet    | Lotto Dstny           | + 20"       |

### Etapa 5
| \| Classificació de l'etapa \| Classificació de l'etapa \| Classificació de l'etapa \| Classificació de l'etapa \| Classificació de l'etapa \| \| Corredor \| Corredor \| Equip \| Temps \| \| \| ------------------------ \| ------------------------ \| ------------------------- \| ------------------------ \| ------------------------ \| \| 1r \| Marijn van den Berg \| EF Education-EasyPost \| 4h 51' 27" \| \| \| 2n \| Matej Mohorič \| Bahrain Victorious \| + 0" \| \| \| 3r \| João Almeida \| UAE Team Emirates \| + 0" \| \| \| 4t \| Michał Kwiatkowski \| Ineos Grenadiers \| + 0" \| \| \| 5è \| Finn Fisher-Black \| UAE Team Emirates \| + 0" \| \| \| 6è \| Andreas Kron \| Lotto Dstny \| + 0" \| \| \| 7è \| Sergio Higuita García \| Bora-Hansgrohe \| + 0" \| \| \| 8è \| Lewis Askey \| Groupama-FDJ \| + 0" \| \| \| 9è \| Cristian Scaroni \| Astana Qazaqstan Team \| + 0" \| \| \| 10è \| Marcin Budziński \| HRE Mazowsze Serce Polski \| + 0" \| \| |                       |                           |            |
| |                       |                           |            |
| Font: ProCyclingStats |                       |                           |            |
| Classificació de l'etapa |                       |                           |            |
| Corredor | Corredor              | Equip                     | Temps      |
| 1r | Marijn van den Berg   | EF Education-EasyPost     | 4h 51' 27" |
| 2n | Matej Mohorič         | Bahrain Victorious        | + 0"       |
| 3r | João Almeida          | UAE Team Emirates         | + 0"       |
| 4t | Michał Kwiatkowski    | Ineos Grenadiers          | + 0"       |
| 5è | Finn Fisher-Black     | UAE Team Emirates         | + 0"       |
| 6è | Andreas Kron          | Lotto Dstny               | + 0"       |
| 7è | Sergio Higuita García | Bora-Hansgrohe            | + 0"       |
| 8è | Lewis Askey           | Groupama-FDJ              | + 0"       |
| 9è | Cristian Scaroni      | Astana Qazaqstan Team     | + 0"       |
| 10è | Marcin Budziński      | HRE Mazowsze Serce Polski | + 0"       |

| \| Classificació general \| Classificació general \| Classificació general \| Classificació general \| Classificació general \| \| Corredor \| Corredor \| Equip \| Temps \| \| \| --------------------- \| --------------------- \| --------------------- \| --------------------- \| --------------------- \| \| 1r \| Matej Mohorič \| Bahrain Victorious \| 22h 29' 32" \| \| \| 2n \| João Almeida \| UAE Team Emirates \| + 12" \| \| \| 3r \| Rafał Majka \| UAE Team Emirates \| + 16" \| \| \| 4t \| Michał Kwiatkowski \| Ineos Grenadiers \| + 18" \| \| \| 5è \| Oscar Onley \| Team DSM-Firmenich \| + 26" \| \| \| 6è \| Edward Dunbar \| Team Jayco AlUla \| + 26" \| \| \| 7è \| Ilan Van Wilder \| Soudal Quick-Step \| + 26" \| \| \| 8è \| Samuele Battistella \| Astana Qazaqstan Team \| + 26" \| \| \| 9è \| Sylvain Moniquet \| Lotto Dstny \| + 26" \| \| \| 10è \| Lenny Martinez \| Groupama-FDJ \| + 26" \| \| |                     |                       |             |
| |                     |                       |             |
| Font: ProCyclingStats |                     |                       |             |
| Classificació general |                     |                       |             |
| Corredor | Corredor            | Equip                 | Temps       |
| 1r | Matej Mohorič       | Bahrain Victorious    | 22h 29' 32" |
| 2n | João Almeida        | UAE Team Emirates     | + 12"       |
| 3r | Rafał Majka         | UAE Team Emirates     | + 16"       |
| 4t | Michał Kwiatkowski  | Ineos Grenadiers      | + 18"       |
| 5è | Oscar Onley         | Team DSM-Firmenich    | + 26"       |
| 6è | Edward Dunbar       | Team Jayco AlUla      | + 26"       |
| 7è | Ilan Van Wilder     | Soudal Quick-Step     | + 26"       |
| 8è | Samuele Battistella | Astana Qazaqstan Team | + 26"       |
| 9è | Sylvain Moniquet    | Lotto Dstny           | + 26"       |
| 10è | Lenny Martinez      | Groupama-FDJ          | + 26"       |

### Etapa 6
| \| Classificació de l'etapa \| Classificació de l'etapa \| Classificació de l'etapa \| Classificació de l'etapa \| Classificació de l'etapa \| \| Corredor \| Corredor \| Equip \| Temps \| \| \| ------------------------ \| ------------------------ \| ------------------------ \| ------------------------ \| ------------------------ \| \| 1r \| Mattia Cattaneo \| Soudal Quick-Step \| 19' 10" \| \| \| 2n \| João Almeida \| UAE Team Emirates \| + 13" \| \| \| 3r \| Geraint Thomas \| Ineos Grenadiers \| + 14" \| \| \| 4t \| Finn Fisher-Black \| UAE Team Emirates \| + 16" \| \| \| 5è \| Tim Wellens \| UAE Team Emirates \| + 17" \| \| \| 6è \| Ilan Van Wilder \| Soudal Quick-Step \| + 18" \| \| \| 7è \| Kévin Vauquelin \| Arkéa-Samsic \| + 18" \| \| \| 8è \| Michał Kwiatkowski \| Ineos Grenadiers \| + 21" \| \| \| 9è \| Tobias Foss \| Jumbo-Visma \| + 21" \| \| \| 10è \| Brandon McNulty \| UAE Team Emirates \| + 24" \| \| |                    |                   |         |
| |                    |                   |         |
| Font: ProCyclingStats |                    |                   |         |
| Classificació de l'etapa |                    |                   |         |
| Corredor | Corredor           | Equip             | Temps   |
| 1r | Mattia Cattaneo    | Soudal Quick-Step | 19' 10" |
| 2n | João Almeida       | UAE Team Emirates | + 13"   |
| 3r | Geraint Thomas     | Ineos Grenadiers  | + 14"   |
| 4t | Finn Fisher-Black  | UAE Team Emirates | + 16"   |
| 5è | Tim Wellens        | UAE Team Emirates | + 17"   |
| 6è | Ilan Van Wilder    | Soudal Quick-Step | + 18"   |
| 7è | Kévin Vauquelin    | Arkéa-Samsic      | + 18"   |
| 8è | Michał Kwiatkowski | Ineos Grenadiers  | + 21"   |
| 9è | Tobias Foss        | Jumbo-Visma       | + 21"   |
| 10è | Brandon McNulty    | UAE Team Emirates | + 24"   |

| \| Classificació general \| Classificació general \| Classificació general \| Classificació general \| Classificació general \| \| Corredor \| Corredor \| Equip \| Temps \| \| \| --------------------- \| --------------------- \| --------------------- \| --------------------- \| --------------------- \| \| 1r \| Matej Mohorič \| Bahrain Victorious \| 22h 49' 07" \| \| \| 2n \| João Almeida \| UAE Team Emirates \| + 0" \| \| \| 3r \| Michał Kwiatkowski \| Ineos Grenadiers \| + 14" \| \| \| 4t \| Ilan Van Wilder \| Soudal Quick-Step \| + 19" \| \| \| 5è \| Mattia Cattaneo \| Soudal Quick-Step \| + 38" \| \| \| 6è \| Brandon McNulty \| UAE Team Emirates \| + 39" \| \| \| 7è \| Edward Dunbar \| Team Jayco AlUla \| + 52" \| \| \| 8è \| Rafał Majka \| UAE Team Emirates \| + 55" \| \| \| 9è \| Samuele Battistella \| Astana Qazaqstan Team \| + 57" \| \| \| 10è \| Oscar Onley \| Team DSM-Firmenich \| + 1' 04" \| \| |                     |                       |             |
| |                     |                       |             |
| Font: ProCyclingStats |                     |                       |             |
| Classificació general |                     |                       |             |
| Corredor | Corredor            | Equip                 | Temps       |
| 1r | Matej Mohorič       | Bahrain Victorious    | 22h 49' 07" |
| 2n | João Almeida        | UAE Team Emirates     | + 0"        |
| 3r | Michał Kwiatkowski  | Ineos Grenadiers      | + 14"       |
| 4t | Ilan Van Wilder     | Soudal Quick-Step     | + 19"       |
| 5è | Mattia Cattaneo     | Soudal Quick-Step     | + 38"       |
| 6è | Brandon McNulty     | UAE Team Emirates     | + 39"       |
| 7è | Edward Dunbar       | Team Jayco AlUla      | + 52"       |
| 8è | Rafał Majka         | UAE Team Emirates     | + 55"       |
| 9è | Samuele Battistella | Astana Qazaqstan Team | + 57"       |
| 10è | Oscar Onley         | Team DSM-Firmenich    | + 1' 04"    |

### Etapa 7
| \| Classificació de l'etapa \| Classificació de l'etapa \| Classificació de l'etapa \| Classificació de l'etapa \| Classificació de l'etapa \| \| Corredor \| Corredor \| Equip \| Temps \| \| \| ------------------------ \| ------------------------ \| ------------------------ \| ------------------------ \| ------------------------ \| \| 1r \| Tim Merlier \| Soudal Quick-Step \| 3h 28' 44" \| \| \| 2n \| Arvid de Kleijn \| Tudor Pro Cycling Team \| + 0" \| \| \| 3r \| Fernando Gaviria Rendón \| Movistar Team \| + 0" \| \| \| 4t \| Gerben Thijssen \| Intermarché-Circus-Wanty \| + 0" \| \| \| 5è \| Paul Penhoët \| Groupama-FDJ \| + 0" \| \| \| 6è \| Stanisław Aniołkowski \| Human Powered Health \| + 0" \| \| \| 7è \| Pierre Gautherat \| AG2R Citroën Team \| + 0" \| \| \| 8è \| Rüdiger Selig \| Lotto Dstny \| + 0" \| \| \| 9è \| Matteo Moschetti \| Q36.5 Pro Cycling Team \| + 0" \| \| \| 10è \| Andrea Pasqualon \| Bahrain Victorious \| + 0" \| \| |                         |                          |            |
| |                         |                          |            |
| Font: ProCyclingStats |                         |                          |            |
| Classificació de l'etapa |                         |                          |            |
| Corredor | Corredor                | Equip                    | Temps      |
| 1r | Tim Merlier             | Soudal Quick-Step        | 3h 28' 44" |
| 2n | Arvid de Kleijn         | Tudor Pro Cycling Team   | + 0"       |
| 3r | Fernando Gaviria Rendón | Movistar Team            | + 0"       |
| 4t | Gerben Thijssen         | Intermarché-Circus-Wanty | + 0"       |
| 5è | Paul Penhoët            | Groupama-FDJ             | + 0"       |
| 6è | Stanisław Aniołkowski   | Human Powered Health     | + 0"       |
| 7è | Pierre Gautherat        | AG2R Citroën Team        | + 0"       |
| 8è | Rüdiger Selig           | Lotto Dstny              | + 0"       |
| 9è | Matteo Moschetti        | Q36.5 Pro Cycling Team   | + 0"       |
| 10è | Andrea Pasqualon        | Bahrain Victorious       | + 0"       |

## Classificacions finals

### Classificació general
| \| Classificació general \| Classificació general \| Classificació general \| Classificació general \| Classificació general \| \| Corredor \| Corredor \| Equip \| Temps \| \| \| --------------------- \| --------------------- \| --------------------- \| --------------------- \| --------------------- \| \| 1r \| Matej Mohorič \| Bahrain Victorious \| 26h 17' 48" \| \| \| 2n \| João Almeida \| UAE Team Emirates \| + 1" \| \| \| 3r \| Michał Kwiatkowski \| Ineos Grenadiers \| + 17" \| \| \| 4t \| Ilan Van Wilder \| Soudal Quick-Step \| + 22" \| \| \| 5è \| Mattia Cattaneo \| Soudal Quick-Step \| + 41" \| \| \| 6è \| Brandon McNulty \| UAE Team Emirates \| + 42" \| \| \| 7è \| Edward Dunbar \| Team Jayco AlUla \| + 55" \| \| \| 8è \| Rafał Majka \| UAE Team Emirates \| + 58" \| \| \| 9è \| Samuele Battistella \| Astana Qazaqstan Team \| + 1' 00" \| \| \| 10è \| Oscar Onley \| Team DSM-Firmenich \| + 1' 07" \| \| |                     |                       |             |
| |                     |                       |             |
| Font: ProCyclingStats |                     |                       |             |
| Classificació general |                     |                       |             |
| Corredor | Corredor            | Equip                 | Temps       |
| 1r | Matej Mohorič       | Bahrain Victorious    | 26h 17' 48" |
| 2n | João Almeida        | UAE Team Emirates     | + 1"        |
| 3r | Michał Kwiatkowski  | Ineos Grenadiers      | + 17"       |
| 4t | Ilan Van Wilder     | Soudal Quick-Step     | + 22"       |
| 5è | Mattia Cattaneo     | Soudal Quick-Step     | + 41"       |
| 6è | Brandon McNulty     | UAE Team Emirates     | + 42"       |
| 7è | Edward Dunbar       | Team Jayco AlUla      | + 55"       |
| 8è | Rafał Majka         | UAE Team Emirates     | + 58"       |
| 9è | Samuele Battistella | Astana Qazaqstan Team | + 1' 00"    |
| 10è | Oscar Onley         | Team DSM-Firmenich    | + 1' 07"    |

| Classificació dels esprints | Classificació dels esprints | Classificació dels esprints | Classificació dels esprints | Classificació dels esprints |
| Corredor                    | Corredor                    | Equip                       | Punts                       |                             |
| --------------------------- | --------------------------- | --------------------------- | --------------------------- | --------------------------- |
| 1r                          | Matej Mohorič               | Bahrain Victorious          | 68 pts                      |                             |
| 2n                          | João Almeida                | UAE Team Emirates           | 68 pts                      |                             |
| 3r                          | Michał Kwiatkowski          | Ineos Grenadiers            | 66 pts                      |                             |
| 4t                          | Marijn van den Berg         | EF Education-EasyPost       | 61 pts                      |                             |
| 5è                          | Tim Merlier                 | Soudal Quick-Step           | 54 pts                      |                             |
| 6è                          | Ilan Van Wilder             | Soudal Quick-Step           | 48 pts                      |                             |
| 7è                          | Oscar Onley                 | Team DSM-Firmenich          | 43 pts                      |                             |
| 8è                          | Fernando Gaviria Rendón     | Movistar Team               | 43 pts                      |                             |
| 9è                          | Stanisław Aniołkowski       | Human Powered Health        | 38 pts                      |                             |
| 10è                         | Matteo Moschetti            | Q36.5 Pro Cycling Team      | 38 pts                      |                             |

| Classificació dels esprints | Classificació dels esprints | Classificació dels esprints | Classificació dels esprints | Classificació dels esprints |
| Corredor                    | Corredor                    | Equip                       | Punts                       |                             |
| --------------------------- | --------------------------- | --------------------------- | --------------------------- | --------------------------- |
| 1r                          | Matej Mohorič               | Bahrain Victorious          | 68 pts                      |                             |
| 2n                          | João Almeida                | UAE Team Emirates           | 68 pts                      |                             |
| 3r                          | Michał Kwiatkowski          | Ineos Grenadiers            | 66 pts                      |                             |
| 4t                          | Marijn van den Berg         | EF Education-EasyPost       | 61 pts                      |                             |
| 5è                          | Tim Merlier                 | Soudal Quick-Step           | 54 pts                      |                             |
| 6è                          | Ilan Van Wilder             | Soudal Quick-Step           | 48 pts                      |                             |
| 7è                          | Oscar Onley                 | Team DSM-Firmenich          | 43 pts                      |                             |
| 8è                          | Fernando Gaviria Rendón     | Movistar Team               | 43 pts                      |                             |
| 9è                          | Stanisław Aniołkowski       | Human Powered Health        | 38 pts                      |                             |
| 10è                         | Matteo Moschetti            | Q36.5 Pro Cycling Team      | 38 pts                      |                             |

| Classificació de la combativitat | Classificació de la combativitat | Classificació de la combativitat | Classificació de la combativitat | Classificació de la combativitat |
| Corredor                         | Corredor                         | Equip                            | Punts                            |                                  |
| -------------------------------- | -------------------------------- | -------------------------------- | -------------------------------- | -------------------------------- |
| 1r                               | Patryk Stosz                     | Polònia                          | 18 pts                           |                                  |
| 2n                               | Sebastian Schönberger            | Human Powered Health             | 6 pts                            |                                  |
| 3r                               | Bert Van Lerberghe               | Soudal Quick-Step                | 6 pts                            |                                  |
| 4t                               | Filippo Ridolfo                  | Team Novo Nordisk                | 6 pts                            |                                  |
| 5è                               | Markus Hoelgaard                 | Lidl-Trek                        | 5 pts                            |                                  |
| 6è                               | Tobias Lund Andresen             | Team DSM-Firmenich               | 4 pts                            |                                  |
| 7è                               | Norbert Banaszek                 | Polònia                          | 4 pts                            |                                  |
| 8è                               | Matej Mohorič                    | Bahrain Victorious               | 3 pts                            |                                  |
| 9è                               | Sam Brand                        | Team Novo Nordisk                | 3 pts                            |                                  |
| 10è                              | João Almeida                     | UAE Team Emirates                | 2 pts                            |                                  |

| Classificació de la combativitat | Classificació de la combativitat | Classificació de la combativitat | Classificació de la combativitat | Classificació de la combativitat |
| Corredor                         | Corredor                         | Equip                            | Punts                            |                                  |
| -------------------------------- | -------------------------------- | -------------------------------- | -------------------------------- | -------------------------------- |
| 1r                               | Patryk Stosz                     | Polònia                          | 18 pts                           |                                  |
| 2n                               | Sebastian Schönberger            | Human Powered Health             | 6 pts                            |                                  |
| 3r                               | Bert Van Lerberghe               | Soudal Quick-Step                | 6 pts                            |                                  |
| 4t                               | Filippo Ridolfo                  | Team Novo Nordisk                | 6 pts                            |                                  |
| 5è                               | Markus Hoelgaard                 | Lidl-Trek                        | 5 pts                            |                                  |
| 6è                               | Tobias Lund Andresen             | Team DSM-Firmenich               | 4 pts                            |                                  |
| 7è                               | Norbert Banaszek                 | Polònia                          | 4 pts                            |                                  |
| 8è                               | Matej Mohorič                    | Bahrain Victorious               | 3 pts                            |                                  |
| 9è                               | Sam Brand                        | Team Novo Nordisk                | 3 pts                            |                                  |
| 10è                              | João Almeida                     | UAE Team Emirates                | 2 pts                            |                                  |

| Classificació de la muntanya | Classificació de la muntanya | Classificació de la muntanya | Classificació de la muntanya | Classificació de la muntanya |
| Corredor                     | Corredor                     | Equip                        | Punts                        |                              |
| ---------------------------- | ---------------------------- | ---------------------------- | ---------------------------- | ---------------------------- |
| 1r                           | Markus Hoelgaard             | Lidl-Trek                    | 25 pts                       |                              |
| 2n                           | Jacopo Mosca                 | Lidl-Trek                    | 18 pts                       |                              |
| 3r                           | Thomas De Gendt              | Lotto Dstny                  | 17 pts                       |                              |
| 4t                           | Bert Van Lerberghe           | Soudal Quick-Step            | 8 pts                        |                              |
| 5è                           | Tobias Lund Andresen         | Team DSM-Firmenich           | 6 pts                        |                              |
| 6è                           | Damiano Caruso               | Bahrain Victorious           | 5 pts                        |                              |
| 7è                           | Lucas Hamilton               | Team Jayco AlUla             | 5 pts                        |                              |
| 8è                           | Cristian Scaroni             | Astana Qazaqstan Team        | 5 pts                        |                              |
| 9è                           | Dorian Godon                 | AG2R Citroën Team            | 4 pts                        |                              |
| 10è                          | Andreas Kron                 | Lotto Dstny                  | 4 pts                        |                              |

| Classificació de la muntanya | Classificació de la muntanya | Classificació de la muntanya | Classificació de la muntanya | Classificació de la muntanya |
| Corredor                     | Corredor                     | Equip                        | Punts                        |                              |
| ---------------------------- | ---------------------------- | ---------------------------- | ---------------------------- | ---------------------------- |
| 1r                           | Markus Hoelgaard             | Lidl-Trek                    | 25 pts                       |                              |
| 2n                           | Jacopo Mosca                 | Lidl-Trek                    | 18 pts                       |                              |
| 3r                           | Thomas De Gendt              | Lotto Dstny                  | 17 pts                       |                              |
| 4t                           | Bert Van Lerberghe           | Soudal Quick-Step            | 8 pts                        |                              |
| 5è                           | Tobias Lund Andresen         | Team DSM-Firmenich           | 6 pts                        |                              |
| 6è                           | Damiano Caruso               | Bahrain Victorious           | 5 pts                        |                              |
| 7è                           | Lucas Hamilton               | Team Jayco AlUla             | 5 pts                        |                              |
| 8è                           | Cristian Scaroni             | Astana Qazaqstan Team        | 5 pts                        |                              |
| 9è                           | Dorian Godon                 | AG2R Citroën Team            | 4 pts                        |                              |
| 10è                          | Andreas Kron                 | Lotto Dstny                  | 4 pts                        |                              |

| Classificació per equips | Classificació per equips | Classificació per equips | Classificació per equips |
| Equip                    | Equip                    | Temps                    |                          |
| ------------------------ | ------------------------ | ------------------------ | ------------------------ |
| 1r                       | UAE Team Emirates        | 78h 54' 32"              |                          |
| 2n                       | Soudal Quick-Step        | + 1' 33"                 |                          |
| 3r                       | Ineos Grenadiers         | + 5' 43"                 |                          |
| 4t                       | AG2R Citroën Team        | + 5' 45"                 |                          |
| 5è                       | Team Jayco AlUla         | + 6' 29"                 |                          |
| 6è                       | Bahrain Victorious       | + 8' 28"                 |                          |
| 7è                       | Astana Qazaqstan Team    | + 9' 03"                 |                          |
| 8è                       | Astana Qazaqstan Team    | + 10' 40"                |                          |
| 9è                       | Team DSM-Firmenich       | + 11' 27"                |                          |
| 10è                      | Jumbo-Visma              | + 11' 40"                |                          |

| Classificació per equips | Classificació per equips | Classificació per equips | Classificació per equips |
| Equip                    | Equip                    | Temps                    |                          |
| ------------------------ | ------------------------ | ------------------------ | ------------------------ |
| 1r                       | UAE Team Emirates        | 78h 54' 32"              |                          |
| 2n                       | Soudal Quick-Step        | + 1' 33"                 |                          |
| 3r                       | Ineos Grenadiers         | + 5' 43"                 |                          |
| 4t                       | AG2R Citroën Team        | + 5' 45"                 |                          |
| 5è                       | Team Jayco AlUla         | + 6' 29"                 |                          |
| 6è                       | Bahrain Victorious       | + 8' 28"                 |                          |
| 7è                       | Astana Qazaqstan Team    | + 9' 03"                 |                          |
| 8è                       | Astana Qazaqstan Team    | + 10' 40"                |                          |
| 9è                       | Team DSM-Firmenich       | + 11' 27"                |                          |
| 10è                      | Jumbo-Visma              | + 11' 40"                |                          |

## Evolució de les classificacions
| Etapa                  | Vencedor               | Classificació general (polonès: 'Żółta koszulka') | Classificació per punts (polonès: 'Klasyfikacja sprinterska' | Classificació de la muntanya (polonès: 'Klasyfikacja górska') | Classificació de la combativitat (polonès: 'Klasyfikacja najaktywniejszych') | Millor polonès (polonès: 'Najlepszy Polak') | Classificació per equips (polonès: 'Klasyfikacja drużynowa') |
| ---------------------- | ---------------------- | ------------------------------------------------- | ------------------------------------------------------------ | ------------------------------------------------------------- | ---------------------------------------------------------------------------- | ------------------------------------------- | ------------------------------------------------------------ |
| 1                      | Tim Merlier            | Tim Merlier                                       | Tim Merlier                                                  | Norbert Banaszek                                              | Patryk Stosz                                                                 | Maciej Paterski                             | Jumbo-Visma                                                  |
| 2                      | Matej Mohorič          | Matej Mohorič                                     | Matej Mohorič                                                | Lucas Hamilton                                                | Patryk Stosz                                                                 | Michał Kwiatkowski                          | UAE Team Emirates                                            |
| 3                      | Rafał Majka            | Matej Mohorič                                     | Matej Mohorič                                                | Jacopo Mosca                                                  | Patryk Stosz                                                                 | Rafał Majka                                 | UAE Team Emirates                                            |
| 4                      | Olav Kooij             | Matej Mohorič                                     | Matej Mohorič                                                | Jacopo Mosca                                                  | Patryk Stosz                                                                 | Rafał Majka                                 | UAE Team Emirates                                            |
| 5                      | Marijn van den Berg    | Matej Mohorič                                     | Matej Mohorič                                                | Markus Hoelgaard                                              | Patryk Stosz                                                                 | Rafał Majka                                 | UAE Team Emirates                                            |
| 6                      | Mattia Cattaneo        | Matej Mohorič                                     | Matej Mohorič                                                | Markus Hoelgaard                                              | Patryk Stosz                                                                 | Michał Kwiatkowski                          | UAE Team Emirates                                            |
| 7                      | Tim Merlier            | Matej Mohorič                                     | Matej Mohorič                                                | Markus Hoelgaard                                              | Patryk Stosz                                                                 | Michał Kwiatkowski                          | UAE Team Emirates                                            |
| Classificacions finals | Classificacions finals | Matej Mohorič                                     | Matej Mohorič                                                | Markus Hoelgaard                                              | Patryk Stosz                                                                 | Michał Kwiatkowski                          | UAE Team Emirates                                            |

## Llista de participants
| Ineos Grenadiers IGD | Ineos Grenadiers IGD             | Ineos Grenadiers IGD |
| -------------------- | -------------------------------- | -------------------- |
| Núm                  | Ciclista                         | Pos                  |
| 1                    | Michał Kwiatkowski (POL) (crono) | 3r                   |
| 2                    | Pàvel Sivakov (FRA)              | 14è                  |
| 3                    | Geraint Thomas (GBR)             | 47è                  |
| 4                    | Thymen Arensman (NED)            | 49è                  |
| 5                    | Laurens De Plus (BEL)            | 51è                  |
| 6                    | Kim Heiduk (GER)                 | 62è                  |
| 7                    | Salvatore Puccio (ITA)           | 127è                 |

| AG2R Citroën Team ACT | AG2R Citroën Team ACT   | AG2R Citroën Team ACT |
| --------------------- | ----------------------- | --------------------- |
| Núm                   | Ciclista                | Pos                   |
| 11                    | Mikaël Cherel (FRA)     | 36è                   |
| 12                    | Pierre Gautherat (FRA)  | 92è                   |
| 13                    | Dorian Godon (FRA)      | 23è                   |
| 14                    | Lawrence Naesen (BEL)   | 72è                   |
| 15                    | Bastien Tronchon (FRA)  | 71è                   |
| 16                    | Andrea Vendrame (ITA)   | 22è                   |
| 17                    | Lawrence Warbasse (USA) | 29è                   |

| Alpecin-Deceuninck ADC | Alpecin-Deceuninck ADC  | Alpecin-Deceuninck ADC |
| ---------------------- | ----------------------- | ---------------------- |
| Núm                    | Ciclista                | Pos                    |
| 21                     | Nicola Conci (ITA)      | 21è                    |
| 22                     | Alexander Krieger (GER) | 146è                   |
| 23                     | Jakub Mareczko (ITA)    | 148è                   |
| 24                     | Senne Leysen (BEL)      | 69è                    |
| 25                     | Oscar Riesebeek (NED)   | NP-6                   |
| 26                     | Lionel Taminiaux (BEL)  | 133è                   |
| 27                     | Jensen Plowright (AUS)  | 137è                   |

| Astana Qazaqstan Team AST | Astana Qazaqstan Team AST | Astana Qazaqstan Team AST |
| ------------------------- | ------------------------- | ------------------------- |
| Núm                       | Ciclista                  | Pos                       |
| 31                        | Samuele Battistella (ITA) | 9è                        |
| 32                        | Gianmarco Garofoli (ITA)  | NP-6                      |
| 33                        | Ievgueni Guiditx (KAZ)    | 139è                      |
| 34                        | Davide Martinelli (ITA)   | 138è                      |
| 35                        | Antonio Nibali (ITA)      | 73è                       |
| 36                        | Cristian Scaroni (ITA)    | 13è                       |
| 37                        | Vadim Pronskiy (KAZ)      | 57è                       |

| Bahrain Victorious TBV | Bahrain Victorious TBV        | Bahrain Victorious TBV |
| ---------------------- | ----------------------------- | ---------------------- |
| Núm                    | Ciclista                      | Pos                    |
| 41                     | Damiano Caruso (ITA)          | 18è                    |
| 42                     | Kamil Gradek (POL)            | 111è                   |
| 43                     | Matevž Govekar (SLO)          | 98è                    |
| 44                     | Fran Miholjević (CRO) (crono) | DNF-7                  |
| 45                     | Matej Mohorič (SLO)           | 1r                     |
| 46                     | Andrea Pasqualon (ITA)        | 96è                    |
| 47                     | Antonio Tiberi (ITA)          | 45è                    |

| Bora-Hansgrohe BOH | Bora-Hansgrohe BOH          | Bora-Hansgrohe BOH |
| ------------------ | --------------------------- | ------------------ |
| Núm                | Ciclista                    | Pos                |
| 51                 | Lennard Kämna (GER)         | 50è                |
| 52                 | Giovanni Aleotti (ITA)      | 32è                |
| 53                 | Shane Archbold (NZL)        | 151è               |
| 54                 | Cesare Benedetti (POL)      | 63è                |
| 55                 | Sergio Higuita García (COL) | 19è                |
| 56                 | Ryan Mullen (IRL) (crono)   | 118è               |
| 57                 | Sam Bennett (IRL)           | NP-6               |

| Cofidis COF | Cofidis COF                    | Cofidis COF |
| ----------- | ------------------------------ | ----------- |
| Núm         | Ciclista                       | Pos         |
| 61          | Max Walscheid (GER)            | 132è        |
| 62          | Piet Allegaert (BEL)           | 52è         |
| 63          | Davide Cimolai (ITA)           | 142è        |
| 64          | Rubén Fernández Andújar (ESP)  | 33è         |
| 65          | Wesley Kreder (NED)            | DNF-4       |
| 66          | Jonathan Lastra Martínez (ESP) | 27è         |
| 67          | Harrison Wood (GBR)            | 107è        |

| EF Education-EasyPost EFE | EF Education-EasyPost EFE      | EF Education-EasyPost EFE |
| ------------------------- | ------------------------------ | ------------------------- |
| Núm                       | Ciclista                       | Pos                       |
| 71                        | Stefan Bissegger (SUI) (crono) | NP-7                      |
| 72                        | Stefan de Bod (RSA) (crono)    | 31è                       |
| 73                        | Julius van den Berg (NED)      | 74è                       |
| 74                        | Jens Keukeleire (BEL)          | 76è                       |
| 75                        | Mark Padun (UKR)               | 100è                      |
| 76                        | Łukasz Wiśniowski (POL)        | 104è                      |
| 77                        | Marijn van den Berg (NED)      | 30è                       |

| Groupama-FDJ GFC | Groupama-FDJ GFC      | Groupama-FDJ GFC |
| ---------------- | --------------------- | ---------------- |
| Núm              | Ciclista              | Pos              |
| 81               | Lewis Askey (GBR)     | 43è              |
| 82               | Clément Davy (FRA)    | 99è              |
| 83               | Lorenzo Germani (ITA) | 60è              |
| 84               | Lenny Martinez (FRA)  | 12è              |
| 85               | Paul Penhoët (FRA)    | 95è              |
| 86               | Samuel Watson (GBR)   | NP-6             |
| 87               | Bram Welten (NED)     | 114è             |

| Intermarché-Circus-Wanty ICW | Intermarché-Circus-Wanty ICW | Intermarché-Circus-Wanty ICW |
| ---------------------------- | ---------------------------- | ---------------------------- |
| Núm                          | Ciclista                     | Pos                          |
| 91                           | Dries De Pooter (BEL)        | 83è                          |
| 92                           | Rune Herregodts (BEL)        | 82è                          |
| 93                           | Julius Johansen (DEN)        | NP-1                         |
| 94                           | Madis Mihkels (EST)          | 59è                          |
| 95                           | Hugo Page (FRA)              | 105è                         |
| 96                           | Gerben Thijssen (BEL)        | 130è                         |
| 97                           | Boy van Poppel (NED)         | 101è                         |

| Jumbo-Visma TJV | Jumbo-Visma TJV             | Jumbo-Visma TJV |
| --------------- | --------------------------- | --------------- |
| Núm             | Ciclista                    | Pos             |
| 101             | Koen Bouwman (NED)          | 53è             |
| 102             | Jos van Emden (NED) (crono) | DNF-4           |
| 103             | Tobias Foss (NOR) (crono)   | 42è             |
| 104             | Mick van Dijke (NED)        | NP-6            |
| 105             | Olav Kooij (NED)            | NP-6            |
| 106             | Sam Oomen (NED)             | 26è             |
| 107             | Tosh Van der Sande (BEL)    | 54è             |

| Lidl-Trek LTK | Lidl-Trek LTK              | Lidl-Trek LTK |
| ------------- | -------------------------- | ------------- |
| Núm           | Ciclista                   | Pos           |
| 111           | Jon Aberasturi Izaga (ESP) | NP-3          |
| 112           | Asbjørn Hellemose (DEN)    | 34è           |
| 113           | Markus Hoelgaard (NOR)     | 39è           |
| 114           | Jacopo Mosca (ITA)         | 93è           |
| 115           | Edward Theuns (BEL)        | 79è           |
| 116           | Antwan Tolhoek (NED)       | 48è           |
| 117           | Otto Vergaerde (BEL)       | 80è           |

| Movistar Team MOV | Movistar Team MOV                 | Movistar Team MOV |
| ----------------- | --------------------------------- | ----------------- |
| Núm               | Ciclista                          | Pos               |
| 121               | Fernando Gaviria Rendón (COL)     | 136è              |
| 122               | Imanol Erviti Ollo (ESP)          | 64è               |
| 123               | Ruben Guerreiro (POR)             | 25è               |
| 124               | Max Kanter (GER)                  | 94è               |
| 125               | Mathias Norsgaard Jørgensen (DEN) | 119è              |
| 126               | Juri Hollmann (GER)               | 103è              |
| 127               | Sergio Samitier (ESP)             | 102è              |

| Soudal Quick-Step SOQ | Soudal Quick-Step SOQ    | Soudal Quick-Step SOQ |
| --------------------- | ------------------------ | --------------------- |
| Núm                   | Ciclista                 | Pos                   |
| 131                   | Mattia Cattaneo (ITA)    | 5è                    |
| 132                   | Josef Černý (CZE)        | 109è                  |
| 133                   | Jan Hirt (CZE)           | 65è                   |
| 134                   | Tim Merlier (BEL)        | 112è                  |
| 135                   | Bert Van Lerberghe (BEL) | 86è                   |
| 136                   | Ilan Van Wilder (BEL)    | 4t                    |
| 137                   | Louis Vervaeke (BEL)     | 17è                   |

| Lotto Dstny LTD | Lotto Dstny LTD           | Lotto Dstny LTD |
| --------------- | ------------------------- | --------------- |
| Núm             | Ciclista                  | Pos             |
| 141             | Thomas De Gendt (BEL)     | 89è             |
| 142             | Andreas Kron (DEN)        | 70è             |
| 144             | Milan Menten (BEL)        | 90è             |
| 145             | Sylvain Moniquet (BEL)    | 11è             |
| 146             | Michael Schwarzmann (GER) | 115è            |
| 147             | Rüdiger Selig (GER)       | 120è            |
| 148             | Lennert Van Eetvelt (BEL) | 15è             |

| Arkéa-Samsic ARK | Arkéa-Samsic ARK      | Arkéa-Samsic ARK |
| ---------------- | --------------------- | ---------------- |
| Núm              | Ciclista              | Pos              |
| 151              | Kévin Vauquelin (FRA) | 20è              |
| 152              | Michel Ries (LUX)     | 35è              |
| 153              | Clément Russo (FRA)   | 87è              |
| 154              | Łukasz Owsian (POL)   | 58è              |
| 155              | Daniel McLay (GBR)    | DNF-7            |
| 156              | Kévin Ledanois (FRA)  | NP-3             |
| 157              | David Dekker (NED)    | 150è             |

| Team DSM-Firmenich DSM | Team DSM-Firmenich DSM     | Team DSM-Firmenich DSM |
| ---------------------- | -------------------------- | ---------------------- |
| Núm                    | Ciclista                   | Pos                    |
| 161                    | Tobias Lund Andresen (DEN) | 97è                    |
| 162                    | Patrick Bevin (NZL)        | NP-2                   |
| 163                    | Sean Flynn (GBR)           | 66è                    |
| 164                    | Lorenzo Milesi (ITA)       | 56è                    |
| 165                    | Oscar Onley (GBR)          | 10è                    |
| 166                    | Max Poole (GBR)            | 38è                    |
| 167                    | Casper van Uden (NED)      | 91è                    |

| Team Jayco AlUla JAY | Team Jayco AlUla JAY       | Team Jayco AlUla JAY |
| -------------------- | -------------------------- | -------------------- |
| Núm                  | Ciclista                   | Pos                  |
| 171                  | Edward Dunbar (IRL)        | 7è                   |
| 172                  | Tsgabu Grmay (ETH) (crono) | 44è                  |
| 173                  | Lucas Hamilton (AUS)       | 68è                  |
| 174                  | Michael Hepburn (AUS)      | 122è                 |
| 175                  | Matteo Sobrero (ITA)       | 28è                  |
| 176                  | Blake Quick (AUS)          | 135è                 |
| 177                  | Callum Scotson (AUS)       | 55è                  |

| UAE Team Emirates UAD | UAE Team Emirates UAD         | UAE Team Emirates UAD |
| --------------------- | ----------------------------- | --------------------- |
| Núm                   | Ciclista                      | Pos                   |
| 181                   | Pascal Ackermann (GER)        | 134è                  |
| 182                   | João Almeida (POR) (crono)    | 2n                    |
| 183                   | Finn Fisher-Black (NZL)       | 77è                   |
| 184                   | Davide Formolo (ITA)          | 67è                   |
| 185                   | Rafał Majka (POL)             | 8è                    |
| 186                   | Brandon McNulty (USA) (crono) | 6è                    |
| 187                   | Tim Wellens (BEL)             | 40è                   |

| Human Powered Health HPM | Human Powered Health HPM    | Human Powered Health HPM |
| ------------------------ | --------------------------- | ------------------------ |
| Núm                      | Ciclista                    | Pos                      |
| 191                      | Stanisław Aniołkowski (POL) | 116è                     |
| 192                      | Alan Banaszek (POL) (ruta)  | 141è                     |
| 193                      | Paul Double (GBR)           | 108è                     |
| 194                      | Barnabás Peák (HUN)         | 147è                     |
| 195                      | Sebastian Schönberger (AUT) | 37è                      |
| 196                      | Sasha Weemaes (BEL)         | 149è                     |
| 197                      | Gijs Van Hoecke (BEL)       | 121è                     |

| Q36.5 Pro Cycling Team Q36 | Q36.5 Pro Cycling Team Q36 | Q36.5 Pro Cycling Team Q36 |
| -------------------------- | -------------------------- | -------------------------- |
| Núm                        | Ciclista                   | Pos                        |
| 201                        | Jack Bauer (NZL)           | 106è                       |
| 202                        | Mark Donovan (GBR)         | 24è                        |
| 203                        | Carl Fredrik Hagen (NOR)   | 46è                        |
| 204                        | Tobias Ludvigsson (SWE)    | 85è                        |
| 205                        | Kamil Małecki (POL)        | 124è                       |
| 206                        | Matteo Moschetti (ITA)     | 126è                       |
| 207                        | Szymon Sajnok (POL)        | 128è                       |

| Team Novo Nordisk TNN | Team Novo Nordisk TNN   | Team Novo Nordisk TNN |
| --------------------- | ----------------------- | --------------------- |
| Núm                   | Ciclista                | Pos                   |
| 211                   | Matyáš Kopecký (CZE)    | 113è                  |
| 212                   | Andrea Peron (ITA)      | 123è                  |
| 213                   | Filippo Ridolfo (ITA)   | 131è                  |
| 214                   | Péter Kusztor (HUN)     | 78è                   |
| 215                   | Sam Brand (GBR)         | 125è                  |
| 216                   | David Lozano Riba (ESP) | 75è                   |
| 217                   | Umberto Poli (ITA)      | 145è                  |

| Tudor Pro Cycling Team TUD | Tudor Pro Cycling Team TUD     | Tudor Pro Cycling Team TUD |
| -------------------------- | ------------------------------ | -------------------------- |
| Núm                        | Ciclista                       | Pos                        |
| 221                        | Sebastian Kolze Changizi (DEN) | 129è                       |
| 222                        | Arvid de Kleijn (NED)          | 144è                       |
| 223                        | Alexander Kamp (DEN)           | 110è                       |
| 224                        | Rick Pluimers (NED)            | 81è                        |
| 225                        | Joel Suter (SUI)               | 143è                       |
| 226                        | Yannis Voisard (SUI)           | 16è                        |
| 227                        | Maikel Zijlaard (NED)          | DNF-3                      |

| Polònia POL | Polònia POL      | Polònia POL |
| ----------- | ---------------- | ----------- |
| Núm         | Ciclista         | Pos         |
| 231         | Marcin Budziński | 41è         |
| 232         | Jakub Kaczmarek  | 84è         |
| 233         | Norbert Banaszek | 140è        |
| 234         | Patryk Stosz     | 117è        |
| 235         | Piotr Brożyna    | 61è         |
| 236         | Maciej Paterski  | 88è         |
| 237         | Bartłomiej Proć  | FC-3        |

| Ineos Grenadiers IGD | Ineos Grenadiers IGD             | Ineos Grenadiers IGD |
| -------------------- | -------------------------------- | -------------------- |
| Núm                  | Ciclista                         | Pos                  |
| 1                    | Michał Kwiatkowski (POL) (crono) | 3r                   |
| 2                    | Pàvel Sivakov (FRA)              | 14è                  |
| 3                    | Geraint Thomas (GBR)             | 47è                  |
| 4                    | Thymen Arensman (NED)            | 49è                  |
| 5                    | Laurens De Plus (BEL)            | 51è                  |
| 6                    | Kim Heiduk (GER)                 | 62è                  |
| 7                    | Salvatore Puccio (ITA)           | 127è                 |

| AG2R Citroën Team ACT | AG2R Citroën Team ACT   | AG2R Citroën Team ACT |
| --------------------- | ----------------------- | --------------------- |
| Núm                   | Ciclista                | Pos                   |
| 11                    | Mikaël Cherel (FRA)     | 36è                   |
| 12                    | Pierre Gautherat (FRA)  | 92è                   |
| 13                    | Dorian Godon (FRA)      | 23è                   |
| 14                    | Lawrence Naesen (BEL)   | 72è                   |
| 15                    | Bastien Tronchon (FRA)  | 71è                   |
| 16                    | Andrea Vendrame (ITA)   | 22è                   |
| 17                    | Lawrence Warbasse (USA) | 29è                   |

| Alpecin-Deceuninck ADC | Alpecin-Deceuninck ADC  | Alpecin-Deceuninck ADC |
| ---------------------- | ----------------------- | ---------------------- |
| Núm                    | Ciclista                | Pos                    |
| 21                     | Nicola Conci (ITA)      | 21è                    |
| 22                     | Alexander Krieger (GER) | 146è                   |
| 23                     | Jakub Mareczko (ITA)    | 148è                   |
| 24                     | Senne Leysen (BEL)      | 69è                    |
| 25                     | Oscar Riesebeek (NED)   | NP-6                   |
| 26                     | Lionel Taminiaux (BEL)  | 133è                   |
| 27                     | Jensen Plowright (AUS)  | 137è                   |

| Astana Qazaqstan Team AST | Astana Qazaqstan Team AST | Astana Qazaqstan Team AST |
| ------------------------- | ------------------------- | ------------------------- |
| Núm                       | Ciclista                  | Pos                       |
| 31                        | Samuele Battistella (ITA) | 9è                        |
| 32                        | Gianmarco Garofoli (ITA)  | NP-6                      |
| 33                        | Ievgueni Guiditx (KAZ)    | 139è                      |
| 34                        | Davide Martinelli (ITA)   | 138è                      |
| 35                        | Antonio Nibali (ITA)      | 73è                       |
| 36                        | Cristian Scaroni (ITA)    | 13è                       |
| 37                        | Vadim Pronskiy (KAZ)      | 57è                       |

| Bahrain Victorious TBV | Bahrain Victorious TBV        | Bahrain Victorious TBV |
| ---------------------- | ----------------------------- | ---------------------- |
| Núm                    | Ciclista                      | Pos                    |
| 41                     | Damiano Caruso (ITA)          | 18è                    |
| 42                     | Kamil Gradek (POL)            | 111è                   |
| 43                     | Matevž Govekar (SLO)          | 98è                    |
| 44                     | Fran Miholjević (CRO) (crono) | DNF-7                  |
| 45                     | Matej Mohorič (SLO)           | 1r                     |
| 46                     | Andrea Pasqualon (ITA)        | 96è                    |
| 47                     | Antonio Tiberi (ITA)          | 45è                    |

| Bora-Hansgrohe BOH | Bora-Hansgrohe BOH          | Bora-Hansgrohe BOH |
| ------------------ | --------------------------- | ------------------ |
| Núm                | Ciclista                    | Pos                |
| 51                 | Lennard Kämna (GER)         | 50è                |
| 52                 | Giovanni Aleotti (ITA)      | 32è                |
| 53                 | Shane Archbold (NZL)        | 151è               |
| 54                 | Cesare Benedetti (POL)      | 63è                |
| 55                 | Sergio Higuita García (COL) | 19è                |
| 56                 | Ryan Mullen (IRL) (crono)   | 118è               |
| 57                 | Sam Bennett (IRL)           | NP-6               |

| Cofidis COF | Cofidis COF                    | Cofidis COF |
| ----------- | ------------------------------ | ----------- |
| Núm         | Ciclista                       | Pos         |
| 61          | Max Walscheid (GER)            | 132è        |
| 62          | Piet Allegaert (BEL)           | 52è         |
| 63          | Davide Cimolai (ITA)           | 142è        |
| 64          | Rubén Fernández Andújar (ESP)  | 33è         |
| 65          | Wesley Kreder (NED)            | DNF-4       |
| 66          | Jonathan Lastra Martínez (ESP) | 27è         |
| 67          | Harrison Wood (GBR)            | 107è        |

| EF Education-EasyPost EFE | EF Education-EasyPost EFE      | EF Education-EasyPost EFE |
| ------------------------- | ------------------------------ | ------------------------- |
| Núm                       | Ciclista                       | Pos                       |
| 71                        | Stefan Bissegger (SUI) (crono) | NP-7                      |
| 72                        | Stefan de Bod (RSA) (crono)    | 31è                       |
| 73                        | Julius van den Berg (NED)      | 74è                       |
| 74                        | Jens Keukeleire (BEL)          | 76è                       |
| 75                        | Mark Padun (UKR)               | 100è                      |
| 76                        | Łukasz Wiśniowski (POL)        | 104è                      |
| 77                        | Marijn van den Berg (NED)      | 30è                       |

| Groupama-FDJ GFC | Groupama-FDJ GFC      | Groupama-FDJ GFC |
| ---------------- | --------------------- | ---------------- |
| Núm              | Ciclista              | Pos              |
| 81               | Lewis Askey (GBR)     | 43è              |
| 82               | Clément Davy (FRA)    | 99è              |
| 83               | Lorenzo Germani (ITA) | 60è              |
| 84               | Lenny Martinez (FRA)  | 12è              |
| 85               | Paul Penhoët (FRA)    | 95è              |
| 86               | Samuel Watson (GBR)   | NP-6             |
| 87               | Bram Welten (NED)     | 114è             |

| Intermarché-Circus-Wanty ICW | Intermarché-Circus-Wanty ICW | Intermarché-Circus-Wanty ICW |
| ---------------------------- | ---------------------------- | ---------------------------- |
| Núm                          | Ciclista                     | Pos                          |
| 91                           | Dries De Pooter (BEL)        | 83è                          |
| 92                           | Rune Herregodts (BEL)        | 82è                          |
| 93                           | Julius Johansen (DEN)        | NP-1                         |
| 94                           | Madis Mihkels (EST)          | 59è                          |
| 95                           | Hugo Page (FRA)              | 105è                         |
| 96                           | Gerben Thijssen (BEL)        | 130è                         |
| 97                           | Boy van Poppel (NED)         | 101è                         |

| Jumbo-Visma TJV | Jumbo-Visma TJV             | Jumbo-Visma TJV |
| --------------- | --------------------------- | --------------- |
| Núm             | Ciclista                    | Pos             |
| 101             | Koen Bouwman (NED)          | 53è             |
| 102             | Jos van Emden (NED) (crono) | DNF-4           |
| 103             | Tobias Foss (NOR) (crono)   | 42è             |
| 104             | Mick van Dijke (NED)        | NP-6            |
| 105             | Olav Kooij (NED)            | NP-6            |
| 106             | Sam Oomen (NED)             | 26è             |
| 107             | Tosh Van der Sande (BEL)    | 54è             |

| Lidl-Trek LTK | Lidl-Trek LTK              | Lidl-Trek LTK |
| ------------- | -------------------------- | ------------- |
| Núm           | Ciclista                   | Pos           |
| 111           | Jon Aberasturi Izaga (ESP) | NP-3          |
| 112           | Asbjørn Hellemose (DEN)    | 34è           |
| 113           | Markus Hoelgaard (NOR)     | 39è           |
| 114           | Jacopo Mosca (ITA)         | 93è           |
| 115           | Edward Theuns (BEL)        | 79è           |
| 116           | Antwan Tolhoek (NED)       | 48è           |
| 117           | Otto Vergaerde (BEL)       | 80è           |

| Movistar Team MOV | Movistar Team MOV                 | Movistar Team MOV |
| ----------------- | --------------------------------- | ----------------- |
| Núm               | Ciclista                          | Pos               |
| 121               | Fernando Gaviria Rendón (COL)     | 136è              |
| 122               | Imanol Erviti Ollo (ESP)          | 64è               |
| 123               | Ruben Guerreiro (POR)             | 25è               |
| 124               | Max Kanter (GER)                  | 94è               |
| 125               | Mathias Norsgaard Jørgensen (DEN) | 119è              |
| 126               | Juri Hollmann (GER)               | 103è              |
| 127               | Sergio Samitier (ESP)             | 102è              |

| Soudal Quick-Step SOQ | Soudal Quick-Step SOQ    | Soudal Quick-Step SOQ |
| --------------------- | ------------------------ | --------------------- |
| Núm                   | Ciclista                 | Pos                   |
| 131                   | Mattia Cattaneo (ITA)    | 5è                    |
| 132                   | Josef Černý (CZE)        | 109è                  |
| 133                   | Jan Hirt (CZE)           | 65è                   |
| 134                   | Tim Merlier (BEL)        | 112è                  |
| 135                   | Bert Van Lerberghe (BEL) | 86è                   |
| 136                   | Ilan Van Wilder (BEL)    | 4t                    |
| 137                   | Louis Vervaeke (BEL)     | 17è                   |

| Lotto Dstny LTD | Lotto Dstny LTD           | Lotto Dstny LTD |
| --------------- | ------------------------- | --------------- |
| Núm             | Ciclista                  | Pos             |
| 141             | Thomas De Gendt (BEL)     | 89è             |
| 142             | Andreas Kron (DEN)        | 70è             |
| 144             | Milan Menten (BEL)        | 90è             |
| 145             | Sylvain Moniquet (BEL)    | 11è             |
| 146             | Michael Schwarzmann (GER) | 115è            |
| 147             | Rüdiger Selig (GER)       | 120è            |
| 148             | Lennert Van Eetvelt (BEL) | 15è             |

| Arkéa-Samsic ARK | Arkéa-Samsic ARK      | Arkéa-Samsic ARK |
| ---------------- | --------------------- | ---------------- |
| Núm              | Ciclista              | Pos              |
| 151              | Kévin Vauquelin (FRA) | 20è              |
| 152              | Michel Ries (LUX)     | 35è              |
| 153              | Clément Russo (FRA)   | 87è              |
| 154              | Łukasz Owsian (POL)   | 58è              |
| 155              | Daniel McLay (GBR)    | DNF-7            |
| 156              | Kévin Ledanois (FRA)  | NP-3             |
| 157              | David Dekker (NED)    | 150è             |

| Team DSM-Firmenich DSM | Team DSM-Firmenich DSM     | Team DSM-Firmenich DSM |
| ---------------------- | -------------------------- | ---------------------- |
| Núm                    | Ciclista                   | Pos                    |
| 161                    | Tobias Lund Andresen (DEN) | 97è                    |
| 162                    | Patrick Bevin (NZL)        | NP-2                   |
| 163                    | Sean Flynn (GBR)           | 66è                    |
| 164                    | Lorenzo Milesi (ITA)       | 56è                    |
| 165                    | Oscar Onley (GBR)          | 10è                    |
| 166                    | Max Poole (GBR)            | 38è                    |
| 167                    | Casper van Uden (NED)      | 91è                    |

| Team Jayco AlUla JAY | Team Jayco AlUla JAY       | Team Jayco AlUla JAY |
| -------------------- | -------------------------- | -------------------- |
| Núm                  | Ciclista                   | Pos                  |
| 171                  | Edward Dunbar (IRL)        | 7è                   |
| 172                  | Tsgabu Grmay (ETH) (crono) | 44è                  |
| 173                  | Lucas Hamilton (AUS)       | 68è                  |
| 174                  | Michael Hepburn (AUS)      | 122è                 |
| 175                  | Matteo Sobrero (ITA)       | 28è                  |
| 176                  | Blake Quick (AUS)          | 135è                 |
| 177                  | Callum Scotson (AUS)       | 55è                  |

| UAE Team Emirates UAD | UAE Team Emirates UAD         | UAE Team Emirates UAD |
| --------------------- | ----------------------------- | --------------------- |
| Núm                   | Ciclista                      | Pos                   |
| 181                   | Pascal Ackermann (GER)        | 134è                  |
| 182                   | João Almeida (POR) (crono)    | 2n                    |
| 183                   | Finn Fisher-Black (NZL)       | 77è                   |
| 184                   | Davide Formolo (ITA)          | 67è                   |
| 185                   | Rafał Majka (POL)             | 8è                    |
| 186                   | Brandon McNulty (USA) (crono) | 6è                    |
| 187                   | Tim Wellens (BEL)             | 40è                   |

| Human Powered Health HPM | Human Powered Health HPM    | Human Powered Health HPM |
| ------------------------ | --------------------------- | ------------------------ |
| Núm                      | Ciclista                    | Pos                      |
| 191                      | Stanisław Aniołkowski (POL) | 116è                     |
| 192                      | Alan Banaszek (POL) (ruta)  | 141è                     |
| 193                      | Paul Double (GBR)           | 108è                     |
| 194                      | Barnabás Peák (HUN)         | 147è                     |
| 195                      | Sebastian Schönberger (AUT) | 37è                      |
| 196                      | Sasha Weemaes (BEL)         | 149è                     |
| 197                      | Gijs Van Hoecke (BEL)       | 121è                     |

| Q36.5 Pro Cycling Team Q36 | Q36.5 Pro Cycling Team Q36 | Q36.5 Pro Cycling Team Q36 |
| -------------------------- | -------------------------- | -------------------------- |
| Núm                        | Ciclista                   | Pos                        |
| 201                        | Jack Bauer (NZL)           | 106è                       |
| 202                        | Mark Donovan (GBR)         | 24è                        |
| 203                        | Carl Fredrik Hagen (NOR)   | 46è                        |
| 204                        | Tobias Ludvigsson (SWE)    | 85è                        |
| 205                        | Kamil Małecki (POL)        | 124è                       |
| 206                        | Matteo Moschetti (ITA)     | 126è                       |
| 207                        | Szymon Sajnok (POL)        | 128è                       |

| Team Novo Nordisk TNN | Team Novo Nordisk TNN   | Team Novo Nordisk TNN |
| --------------------- | ----------------------- | --------------------- |
| Núm                   | Ciclista                | Pos                   |
| 211                   | Matyáš Kopecký (CZE)    | 113è                  |
| 212                   | Andrea Peron (ITA)      | 123è                  |
| 213                   | Filippo Ridolfo (ITA)   | 131è                  |
| 214                   | Péter Kusztor (HUN)     | 78è                   |
| 215                   | Sam Brand (GBR)         | 125è                  |
| 216                   | David Lozano Riba (ESP) | 75è                   |
| 217                   | Umberto Poli (ITA)      | 145è                  |

| Tudor Pro Cycling Team TUD | Tudor Pro Cycling Team TUD     | Tudor Pro Cycling Team TUD |
| -------------------------- | ------------------------------ | -------------------------- |
| Núm                        | Ciclista                       | Pos                        |
| 221                        | Sebastian Kolze Changizi (DEN) | 129è                       |
| 222                        | Arvid de Kleijn (NED)          | 144è                       |
| 223                        | Alexander Kamp (DEN)           | 110è                       |
| 224                        | Rick Pluimers (NED)            | 81è                        |
| 225                        | Joel Suter (SUI)               | 143è                       |
| 226                        | Yannis Voisard (SUI)           | 16è                        |
| 227                        | Maikel Zijlaard (NED)          | DNF-3                      |

| Polònia POL | Polònia POL      | Polònia POL |
| ----------- | ---------------- | ----------- |
| Núm         | Ciclista         | Pos         |
| 231         | Marcin Budziński | 41è         |
| 232         | Jakub Kaczmarek  | 84è         |
| 233         | Norbert Banaszek | 140è        |
| 234         | Patryk Stosz     | 117è        |
| 235         | Piotr Brożyna    | 61è         |
| 236         | Maciej Paterski  | 88è         |
| 237         | Bartłomiej Proć  | FC-3        |